# Idaea ethima
Idaea ethima là một loài bướm đêm trong họ Geometridae.